# Basseterre
 Ikke at forveksle med Basse-Terre på Guadeloupe.
Basseterre er hovedstaden på Saint Kitts og Nevis i de Små Antiller. Basseterre ligger på sydkysten af øen Saint Kitts og har 13.220(2001) indbyggere. Det betyder at næsten halvdelen af landets befolkning bor i hovedstaden. Byen er landets handelscentrum. Den har nogle raffinaderier for sukker.
Byen blev grundlagt af franskmændene i 1627.